# Večopravilnost
Večopravilnost je vedenje, pri katerem posameznik istočasno opravlja več nalog, bodisi zaporedno, prepleteno ali hkrati v realnem, virtualnem ali v obeh svetovih hkrati. Ena izmed značilnosti večopravilnosti se nanaša na časovni razpon, ki ga posameznik nameni eni dejavnosti, preden preusmeri svojo pozornost k drugi dejavnosti. Ta časovni razpon imenujemo večopravilni kontinuum.

## Definicije

### Dve vrsti razumevanja večopravilnosti
Večopravilnost je simultano izvajanje ali preskok med aktivnostmi ali pa simultano združena aktivnost v povezavi s prenosi in menjavami. Pri tem se večopravilnost lahko razume na dva načina, in sicer kot sekvencijski (prepletajoči se) proces, ki je rigidna dihotomna interakcija ali sprememba med aktivnostmi, kjer je le ena aktivnost izvršena v določenem času. Tako naj bi se posameznik vedno najprej »odklopil« od prve aktivnosti, da lahko »vklopi« v drugo in obratno. Drugi pogled razume večopravilnost kot sočasen, prepletajoč se proces. Ena aktivnost je v ospredju, a tudi druga ostane v spominu in je uporabljena simultano v istem  času.

### Teorija večopravilnosti
Ker velikokrat prihaja do prekrivanja sočasne in zaporedne večopravilnosti so raziskovalci razvili enotno  teorijo  večopravilnosti, ki bi bila primerna tako za sočasno kot tudi za zaporedno pojmovanje večopravilnosti oziroma za pojmovanje človeškega vedenja na vseh točkah večopravilnega kontinuuma . Enotna teorija vsebuje tri ključne elemente: ACT-R kognitivno arhitekturo, teoretski okvir za človekove sposobnosti procesiranja in njegove omejitve; teorija soslednega/zaporednega zaznavanja, ki proučuje sočasno izvrševanje dveh ali več poljubnih opravil; in teorija spomin-za-cilje, ki se ukvarja s prekinitvijo in nadaljevanjem, ki temelji na aktivaciji in priklicu ciljev naloge v delovnem spominu.

### Sočasna večopravilnost
Aktivnosti, ki jih posameznik izvaja hkrati označujemo s pojmom sočasna večopravilnost . ACT-R arhitektura ponuja razumevanje zaznavanja na funkcionalnem nivoju kot niz relativno neodvisnih vendar vzajemnih mer ali modulov. Nekaj teh modulov se nanaša na zaznavanje in motorične aktivnosti kot so vid, sluh, ročne spretnosti in govor. Moduli delovnega spomina služijo pomnjenju faktičnega znanja, kar vključuje epizodno znanje in navodila za naloge. Ciljni modul predstavlja sočasen cilj  sistema in lahko sledi procesu ter informacijam. Modul predstavitve problema (imaginaren modul) izvršuje delne predstavitve, potrebne za nalogo. Procesualen modul povezuje vse module, tako da nadzoruje tok informacij med njimi v obliki produkcije pravil okoliščina-dejanje [1]. Ključni vidik ACT-R arhitekture je, da lahko vsi moduli operirajo vzporedno, vendar pa lahko posamezen modul služi zgolj eni nalogi hkrati. Teorijo soslednega zaznavanja izhaja iz ACT-R arhitekture tako, da dopušča mnogovrstne naloge ali niti, ki se izvajajo simultano preko ACT-R procesnih modulov. Teorija trdi, da lahko posamezni moduli potencialno učinkujejo kot vir prekrivanja v večopravilnosti. Obstajajo trije ključni viri prekrivanja, ki učinkujejo na izvajanje večopravilnosti: (1) delovni modul lahko vodi k prekrivanju, ko dve nalogi izhajata iz spomina za standardno vzpostavitev spomina ali za ponoven priklic napotkov za naloge, (2) modul predstavitve problema lahko vodi v prekrivanje, ko dve ali več nalog izhaja iz kompleksne predstavitve, ki morajo biti zamenjane ob vsaki spremembi naloge, (3) procesualni modul kot osrednja kognitivna ovira sistema, lahko vodi k prekrivanju ko za izvajanje dveh nalog rabimo en modul hkrati .

### Zaporedna večopravilnost
Pojem zaporedne večopravilnosti se nanaša na posameznikovo aktivnost, ki ji posveti večji časovni razpon (od nekaj minut do nekaj ur) preden preusmeri pozornost k drugi aktivnosti. Gre za posameznikovo vedenje ki se zanaša na dve sledeči komponenti, na teorijo spomin-za-cilj kot tudi na reprezentacijo težave v kontekstu ACT-R arhitekture in sosledne zaznave .
Borst in Taatgen sta poskušala sosledno zaznavo in spomin-za-cilj združiti. Napredek v ACT-R teoriji je ločitev cilja na reprezentacijo nadzora in reprezentacijo težave. Koncept cilja v sosledni zaznavi se nanaša na reprezntacijo nadzora, ki usmerja procesualen modul glede na trenuten cilj. Nasprotno pa se koncept cilja v spominu-za-cilj nanaša na repreznetacijo težave, ki hrani delovne informacije glede na trenutni cilj. Borst in Taatgen sta se vprašala ali ta delitev drži tudi v večopravilnih pogojih in ugotovila, da nuja po reprezentaciji mnogovrstne težave tako povzroča prekrivanje v večopravilnosti v obliki počasnejšega izvajanja in višjega števila napak .
- Medijska večopravilnost

Vključuje uporabo televizije, računalnika, radia, telefona ali bilo kakšnega drugega medija v povezavi z drugim. V nekaterih medijih se uporablja tudi izraz simultana uporaba medijev, ta pojav je še posebej pogost med mladimi uporabniki medijev. Medijska večopravilnost se razdeli na tri tipe, vsak naslednji tip lahko vsebuje aktivnosti iz prejšnjega tipa. Prvi tip je medijska aktivnost na eni napravi (npr. brskanje po spletu in poslušanje skladbe na Youtube-u), drugi tip je medijska aktivnost na različnih napravah (npr. gledanje televizija in prebiranje e-mailov na prenosniku), tretji tip je združitev medijske in nemedijske aktivnosti (npr. gledanje televizije in kuhanje kosila).

## Slovenski prevodi
Izraz večopravilnost se je v medijih pojavil pred kratkim. V internetnih slovarjih kot sta Pons.com in termania.net  se za prevod besede 'multitasking' v slovenščino največkrat pojavi izraz ''večopravilnost'', katerega pa v samem SSKJ še ni mogoče zaslediti. V sodobnem pomenu je večopravilnost opisana kot uporaba več medijev naenkrat. Izraz je nastal kot plod enostavnega prevajanja.  Iz kombinacije besede 'multi', ki v prevodu pomeni 'več', in 'tasking' izhajajoč iz 'task', ki pomeni opravilo, tako izhaja izpeljanka večopravilnost.
Še več dilem pri prevodu nastane pri izpeljankah in drugih tvorjenih besednih zvezah ''multitaskinga,'' kot je na primer ''media multitasking''. Po Wallisovi (2010) ''media multitasking'' pomeni ukvarjati se oziroma upravljati z več kot le eno medijsko aktivnostjo hkrati. Prevoda v slovenščino, ki sta največkrat uporabljena za prevod besedne zveze sta: medijska večopravilnost  in večopravilnost z mediji.
Večopravilnost deluje kot mehanizem, ki pomaga ljudem pri spoprijemanju s kompleksnim okoljem, v katerem živimo, najpogosteje pa ga lahko zasledimo pri vedno bolj tehnološko usmerjeni mlajši populaciji, ki je mnogokrat tudi sama zaslužna za tvorjenje novih izrazov in njihove prevode. 
Večopravilnost je v druži vse bolj razširjena, zato je tudi potreba po določitvi ustreznega prevoda nujna. Pri tem je potrebno biti pozoren na razlike v podobnih pojavih. Kognitivna znanost tako ločuje med različnimi pomeni izraza večopravilnost. Eno je, da človeški možgani omogočajo, da opravljamo več aktivnosti hkrati: lahko pripravite večerjo, medtem ko govorite po telefonu. Ta večopravilnost je omejena, saj lahko delate le dve ali tri stvari hkrati. Drug primer, ki ima manj problematičnih vidikov je, da delo odložite in začnete drugo, nato pa spet preklopite na izvirno delo; v tem primeru gre za t. i. serijsko večopravilnost.

## Zgodovina
Večopravilnost je obstajala v vseh družbah in zgodovinskih obdobjih, vendar je pogosto poniknila v 'nevidnost'. Šele s pojavom novih tehnologij se je povečalo tudi zavedanje ljudi o večopravilnem vedenju. Izraz "večopravilnost'' oziroma ''multitasking" je zgodovinsko povezan s priljubljenostjo računalnikov v letih 1950 in 1960. Sicer pa je večopravilnost del življenja že od nekdaj, začela se je vzporedno z razvojem bolj kompleksnih oblik življenja.
V viktorijanski dobi so se družbe ukvarjale s tem, katere aktivnosti je primerno početi skupaj in katere ne. Pomembni razsežnosti pri opravljanju in delitvi dela v tem obdobju sta bila spol in razred. Številni predpisi o delitvi dela v skandinavskih kmečkih družbah so polarizacijo med moškim delom in ženskimi opravili razlagali z različnimi zmožnostmi glede na spol. Moški so bili bolj zmožni ostati osredotočeni na naloge in so tako orali polja, sekali drevesa in lovili; med tem so imele ženske 'prirojeni' smisel za usklajevanje številnih manjših dejavnosti in so, na primer, hkrati kuhale, pazile na otroka in opravljale še kakšno drugo dejavnost.

### Zgodovina večopravilnosti v medijih in hkratne uporabe medijev
Hkratna uporaba medijev se je začela, ko je postalo fizično mogoče operirati z dvema medijema v istem prostoru. Čeprav nekateri mediji zahtevajo posebne okoljske razmere in omejitve, pod katerimi se mediji lahko uporabljajo sočasno (primer: tridimenzionalne slike pri stereoskopu, ki uporablja razpoložljivo svetlobo, so lahko krožile od ene družine do druge, vendar druge oblike salonske zabave, kot so bile 'čarobne svetilke' z diaprojekcijami, ki so zahtevale temen prostor, so preprečile, da bi nekdo na primer istočasno še bral. Jasno je, da čeprav so nekateri člani družine morda opravljali več stvari hkrati med projeciranjem v temi, je bilo to večinoma igranje klavirja, ki je spremljalo diapozitive.) 
Eno od prvih sistematičnih raziskav o tem, kako ljudje razdeljujejo svoj čas,sta izvedla Sorokin in Berger (1939), podatki pa so bili zbrani leta 1935. Pogled na seznam kaže tudi na medijsko večopravilnost: hkratno poslušanje  radia in popravljanje avtomobila, branje in počitek, branje in delo v študijskih skupinah.
Do sredine tridesetih let prejšnjega stoletja so bili dokaj jasno vidni dokazi o večopravilnosti in hkratni uporabi medijev tudi v komunikološki literaturi. Hadley Cantil in Gordon Allport (1935) sta ugotovila, da je enostavnost uporabe radia skupaj z dejstvom, da ni nobene obveze, da bi ga moral ves čas zbrano poslušati, ustvaril novo vrsto zvočne podlage za življenje v domu. »Gospodinja opravlja svoje gospodinjske dolžnosti ob spremljavi glasbe, svetovanja in oglaševanja. V popoldanskih urah šiva, bere ali igra bridž z enakim zvočnim ozadjem; v večernih urah lahko radio zagotavlja razpoloženje, v katerem je postrežena večerja in v katerem se zabavajo gostje. Tudi študenti se pogosto pripravijo za svoje naloge do zamolklem tonu jazz orkestra.«
V svoji analizi podatkov sta Cantil in Allport ugotovila, da sta dve tretjini ljudi v njihovem vzorcu vključeni v kakšno drugo dejavnost, medtem ko poslušajo glasbo na radiu. Pri ljudeh mlajših od 30 let je bil ta delež tri četrtine. Glavna prednost radia je, da dovoljuje večopravilnost in sočasno uporabo medijev, medtem ko televizija ne. Pozornost, ki so jo zahtevali najboljših televizijski programi, je samouničujoča v primerjavi z omejitvami, ki jih TV program predstavlja večopravilnosti. 
Do poznih sedemdesetih let dvajsetega stoletja je televizija postala integrirana v življenja ameriških družin na način, na kakršnega radio ni bil nikoli. Zgodovinska literatura kaže, da vsi mediji ali druge dejavnosti zahtevajo določeno stopnjo mentalnega napora. Oseba lahko ublaži del dolgočasja med napornimi gospodinjskimi opravili in drugimi dejavnostmi z dodelitvijo majhnega dela svoje pozornosti za spremljanje zabavne vsebine na izbranem mediju. Zdi se, da je medijska večopravilnost najbolj učinkovita in uspešna, ko ta medij prenaša velik delež ali pa kar vse informacije preko tistega čutnega kanala, ki ga istočasno ne uporabljamo za katerokoli drugo dejavnost. Na ta način lahko medij bolj učinkovito nadziramo z manjšimi premiki in luknjami v pozornosti.
V primeru radia večina gospodinjskih opravil ne zahteva zvoka za učinkovitost in ljudje so imeli tako dovolj možganskega prostora za predelavo za spremljanje radijskega programa, ustavljanje in pozorno poslušanje, kadarkoli je to program zahteval. Z rastjo televizije pa je postalo jasno, da vizualni vidik programov zahteva več pozornosti kot samo zvočni, zato se televizija kot ozadje vsakdanjem življenju ni tako hitro razširila v prvih letih. Študije so pokazale, da se mora pri gledanju televizije uporabnik premikati iz in v območje gledanja televizije, da ohrani konstantno raven pozornosti. V obeh primerih se zdi, da je sočasna uporaba medijev in večopravilnost najbolj učinkovita, ko sekundarni mediji ne zahteva veliko interakcije z uporabnikom, zato lahko ta večji del svoje pozornosti preusmeri drugam.
Dokler je bil v domu samo eden prevladujoč medij, večopravilnost in sočasno uporaba medijev nista pritegnili veliko akademske pozornosti. Z razvojem miniaturnih naprav in osebne uporabe medijev, kot je Walkman, ki ga je Sony trgu predstavil leta 1979, je ideja delitve pozornosti med več kot enim medijem ali med medijem in drugimi aktivnostmi začela vzbujati interes. Ko so se okoli leta 1990 in v prvem desetletju 21. stoletja osebni mediji razširili, so se začeli pogosteje pojavljati tudi znanstveni članki o medijski večopravilnosti. Osebno naravnani mediji so bili bolj enostavni za rabo na tovrsten način: uporabljati več medijev naenkrat ali pa v kombinaciji z drugimi opravili. Vendar je gledanje televizije v tem obdobju postalo bolj zapleteno. V primerjavi s televizijo nekoč je današnja televizija manj podvržena večopravilnosti kot v prejšnjih desetletjih. Obilice novih naprav in zgodovinskih vzorcev med starejšimi mediji kažejo, da so mediji kot orodja za hkratno uporabo bolj primerni v določenih  kombinacijah kot v drugih: zvok lahko najbolje deluje sočasno z vizualnimi mediji, medtem ko so mediji, ki zahtevajo pogoste in kompleksne interakcije (npr. pogovarjanje), najverjetneje še najboljša dopolnitev zvočnih medijev, kot so radio ali osebni MP3 predvajalnik in potencialno manj primerne v kombinaciji z današnjim gledanjem televizije.

## Kognitivne arhitekture
Večopravilnost je precej pogosta tema raziskav o človeškem delovanju. Posebej zainteresirani so eksperimentalni psihologi ter kognitivni raziskovalci, saj so za večopravilnost potrebne težke zahteve za človeški informacijsko-procesni sistem; torej lahko tako zagotovi tudi globok vpogled v to, kako so komponente sistema funkcionalno organizirane in na kakšen način se izvajajo. Raziskave o večopravilnosti so pomembne tudi zaradi tega, ker je uspešno opravljanje več stvari naenkrat ključno v določenih odgovornih poklicih, kot so nadzorniki letalskega prometa. Kljub poskusom splošna teorija večopravilnosti, ki bi bolj veljavno razložila in napovedala lastnosti večopravilnosti v različnih kontekstih, do sedaj še ni bila razvita.

### 4-D model mnogoterih virov
Teorija mnogih virov se je razvijala nekaj desetletij in je razumela obnašanje, tako v kontekstu laboratorijskega kot tudi uporabnega obnašanja. Teorija kot njen 4-D model opisujeta enega od pristopov k razumevanju vpliva večopravilnosti.
Christopher D. Wickens je v svojih analizah poskušal razložiti varianco glede učinkovitosti pri deljenju časa. Prek analiz je prišel do modela, ki je definiral določene dimenzije procesiranja informacij. Teorija uporablja vrednosti teh dimenzij, da bi ovrednotila motnje med opravili kot numerično vrednost. Prva dimenzija so faze procesiranja, ki se nanašajo na zmožnost delovnega spomina, da pri svojih opravilih črpa iz različnih virov od tistih, na katerih temelji izbor in izvršitev naloge. Druga dimenzija so kodi procesiranja, ki nakazujejo, da prostorska aktivnost uporablja različne vire kot verbalna aktivnost, tako percepcija kot sam delovni spomin. Tretja dimenzija so "modalitete", ki ločijo med uporabo virov za avditivno na eni oziroma vizualno percepcijo na drugi strani. Zadnja dimenzija, ki je bila dodana v model, so vizualni kanali, ki sodijo med vizualne vire. Uspešnost pri razdelitvi časa med dvema opraviloma je tako odvisna od tega, kako se pri vsakem uporabljajo različne od teh dimenzij. 
Namen dimenzij je, da model in z njim povezane opisane dihotomije uspešno postavljata vzporednice anatomiji možganov. Drug kriterij za vzpostavljanje modelov je namen vpliva na odločitve o dizajnu, predvsem na strategijo razporeditve načina ali prostora opravljanja nalog. Model se je izkazal za sorazmerno uspešnega, saj je bila nakazana visoka korelacija med napovedmi modela in pridobljenimi empiričnimi podatki. Njegov glavni namen je sicer napovedati relativne razlike pri večopravilnosti glede na različne pogoje in uporabljene vmesnike.

### EPIC arhitektura
Simulacije večopravilnosti so lahko izvedene na računalniških modelih, ki temeljijo na Executive – Process Interactive Control (EPIC), ki predstavlja skupino modelov oziroma arhitektur za človeško informacijske procese. Ti modeli dobro predstavljajo vzorce za reakcijske čase in psihološko neodzivna obdobja tako v laboratorijsko strukturiranih situacijah kot tudi v realnih okoljih. Rezultati pridobljeni v teh raziskavah podpirajo ugotovitve dosedanjih študij, ki pravijo, da se večopravilnost opira na prilagodljive izvršne kontrole, ki omogočajo znatno količino časovnega prekrivanja med identifikacijo spodbud, izbir odzivov ter za trenutno opravilo. Takšno prekrivanje je doseženo skozi optimizirana opravila, razporejena na način, da zadostijo kriterijem o predhodnih navodilih o opravilih ter njihovi pomembnosti.
EPIC arhitektura je bila skupaj z modelom SRD (strategic response-deferment, ali “strateški odlog odziva”) uspešna pri svojih simulacijah večopravilnosti, in s tem pripeljala do določenih zaključkov, ki se skladajo z lastnostmi človeškega uma. S tem je ta teoretični okvir uspel primerno opisati uspešnost pri osnovnih primerih večopravilnostih. Na podlagi tega je verjetno, da lahko EPIC in SRD model razložita ter uspešno napovesta uspešnost večopravilnosti tudi v kompleksnejših situacijah v resničnem svetu.
EPIC arhitektura in SRD model sta deležna določenih kritik, ki jih lahko razvrstimo v tri skupine. Prve kritike se nanašajo na empirične zmote oziroma napačne vsebinske predpostavke o večopravilnosti. Pri teh kritikah Meyer in Kieras opozarjata, da so tudi kontradiktorni rezultati bili konsistentni z obstoječim teoretičnim okvirjem, kar pri kritikih nakazuje na nepopolno razumevanje delovanja modela in njegove arhitekture. Drugi sklop kritik se nanaša na pretirano kompleksnost, ki pa je po mnenju omenjenih avtorjev potrebna, da lahko poosebi moč in ustvarjalnost človeškega sistema obdelave informacij. Zadnja skupina kritik se nanaša na manjko možnosti napovedovanja, ki pa je po mnenju Meyerja in Kierasa vseeno mogoča tudi pri obstoječem teoretičnem okvirju. 
Pričakovanja za prihodnost in nadaljnje analize so, da bo ta teoretski okvir postal lahko aplikativen na različnih realističnih področjih nalog, kot je na primer taktično odločanje. Zaradi svoje splošnosti in natančnosti, ki EPIC arhitekturo dela podobno lastnostim človeških možganov, lahko EPIC in računalniški modeli večopravilnosti prispevajo tudi k bolj uporabnim meritvam umske obremenitve, kar lahko doprinese k analizam človeškega pridobivanja spretnosti. 

### ACT-R in tematsko spoznanje
Teorija, znana kot ACT-R že nekaj desetletij velja za vodilno računalniško teorijo človeškega spoznanja. Zaznavna sredstva, kot sta vid in nastopanje, ter gonilni vir omogočajo kanale, skozi katere spoznanje lahko sodeluje z zunanjim svetom. Vsak od teh virov je povezan z določenim delom v možganih, ki je vključen v določene procese. V središču se nahaja proceduralno sredstvo – centralno sredstvo, ki koordinira ostala in skrbi za ciljno usmerjeno obnašanje. Sredstva s proceduralnimi sredstvi komunicirajo prek »odbojnikov« oz. začasnih skladiščnih prostorov, ki informacije shranjujejo, dokler ne stečejo med sredstvi. Sredstva lahko izvajajo večopravilnost že sama po sebi. Gonilni oz. glavni sistem pa več opravilnosti opravlja lahko hkrati, nekatere lažje in nekatere malo zahtevnejše. Deklarativno mišljenje je glavno sredstvo za shranjevanje informacij. Vsaka posebna enota informacije je kodirana kot del znanja, ki je povezan z ostalimi deli znanja. Ta del je razumljen kot vzorec nevronske aktivacije, ki je porazdeljen po regiji v možganih. Deklarativno mišljenje pa ne služi le shranjevanju, temveč omogoča tudi pridobitev procesov za priklic določene informacije, ko posameznik to želi. Glavno sredstvo v mislih, postopkovno sredstvo, je primarni generator naših misli in vedenja. Postopkovno sredstvo shranjuje dele postopkovnih spretnosti, imenovanih proizvodi. Proizvodi zbirajo informacije iz ostalih sredstev in na podlagi teh informacij sredstvom pošilja nove informacije. Umska sredstva, deli in proizvodi so sestavni deli človeškega spoznanja. Skupaj oblikujejo okvir, v katerem lahko določimo obnašanje za določeno nalogo/opravilo.
Tematsko spoznanje ureja vmešavanje dveh ali več opravil. Deluje po štirih principih, ki gradijo pojme sredstev, delov in proizvodov. Prvi princip se imenuje princip spoznanja obdelave. Znanje je lahko predstavljeno kot skupek aktivnih spoznanj, od katerih je vsako posebej zadolženo za trenutno opravilo. Drugi je princip ekskluzivnega vira. To pomeni, da vsa sredstva izvršijo procese ekskluzivno skozi eno opravilo na enkrat. Je eno glavnih principov, ki izhaja iz teorije ACT-R, torej posamezno sredstvo služi ekskluzivno enemu opravilu na enkrat. Naslednji je princip uporabnosti sredstva, kar pomeni, da teme pridobijo in sproščajo sredstva na pohlepno-vljuden način. Zadnji pa je še princip reševanja konfliktov. Ko se več spoznanj »bojuje« za postopkovna sredstva, ima prednost tisto, ki je najbolj nujno. Ti principi spadajo v eno osnovnih teorij večopravilnosti. 
Bolj tesno povezana s tematskim spoznanjem so prizadevanja o poenotenju širokega spektra empiričnih pojavov, in sicer z enotnim celostnim pristopom. Najbolj obširno znana teorija je Wickensova teorija mnogih virov.